# Amigas (álbum)
Amigas é o primeiro álbum de Fernanda Brum e Eyshila. Foi disco de platina pela ABPD.

## Faixas
1. Elias e Eliseu
2. Move o Céu
3. Tempos de Criança
4. Impossível de Esquecer
5. A Espera de um Milagre
6. Enquanto Houver o Sol
7. Vou te Levar
8. Você Merece
9. Dois Ministérios
10. Amigos do Senhor